# Belonogaster eumenoides
Belonogaster eumenoides är en getingart som beskrevs av Henri Saussure 1900. Belonogaster eumenoides ingår i släktet Belonogaster och familjen getingar. Inga underarter finns listade.